# Brentwood
Brentwood este un oraș și un district nemetropolitan în comitatul Essex, regiunea East, Anglia. Districtul are o populație de 70.900 locuitori din care 44.800 locuiesc în orașul propriu zis Brentwood.

## Orașe din district
- Brentwood